# ألان بانكس
ألان بانكس (بالإنجليزية: Alan Banks)‏ (5 أكتوبر 1938 بليفربول في المملكة المتحدة - ) هو لاعب كرة قدم بريطاني في مركز الهجوم. لعب مع نادي إكزتر سيتي ونادي بليموث أرجايل ونادي ليفربول ونادي كامبريدج ستي ونادي بول تاون.